# Ust-Orda Buriàtia
Ust-Orda Buriàtia (buriat: Усть-Ордын Буряадай автономито тойрог, Ust-Ordin Buriaadai avtonomito toirog; rus: Усть-Орды́нский Буря́тский автоно́мный о́круг, Ust-Ordinski Buriatski avtonomni ókrug) fou un districte autònom (subjecte federal) de la Federació Russa pertanyent a l'óblast d'Irkutsk, a la qual es va integrar totalment l'1 de gener del 2008 i on ara és un simple districte administratiu més, el Districte dels Buriats de l'Ust-Ordin (buriat: Усть-Ордын Буряадай тойрог, Ust-Ordin Burjaadaj toirog; rus: Усть-Орды́нский Буря́тский о́круг).
En un referèndum celebrat el 16 d'abril del 2006, la majoria dels residents de l'óblast d'Irkutsk i del districte autònom d'Ust-Orda Buriàtia votaren a favor de la unificació de les dues regions. Segons les comissions electorals de les dues regions, el 68,92% dels residents d'Irkutsk i el 99,45% dels residents d'Ust-Orda Buriàtia participaren en la votació, una de les més concorregudes des de les eleccions a Rússia del 2003. El resultat fou aprovat per majoria absoluta en ambdues regions.

## Població
Dels 135,327 residents (segons el cens del 2002) uns 38 (0,02%) no especificaren el seu origen ètnic. De la resta, s'identificaren amb 74 grups ètnics, inclosos els russos (54,4%), buriats (39,6%), tàtars (3%) i ucraïnesos (0,96%).

Situació d'Ust-Orda Buriàtia respecte del llac Baikal

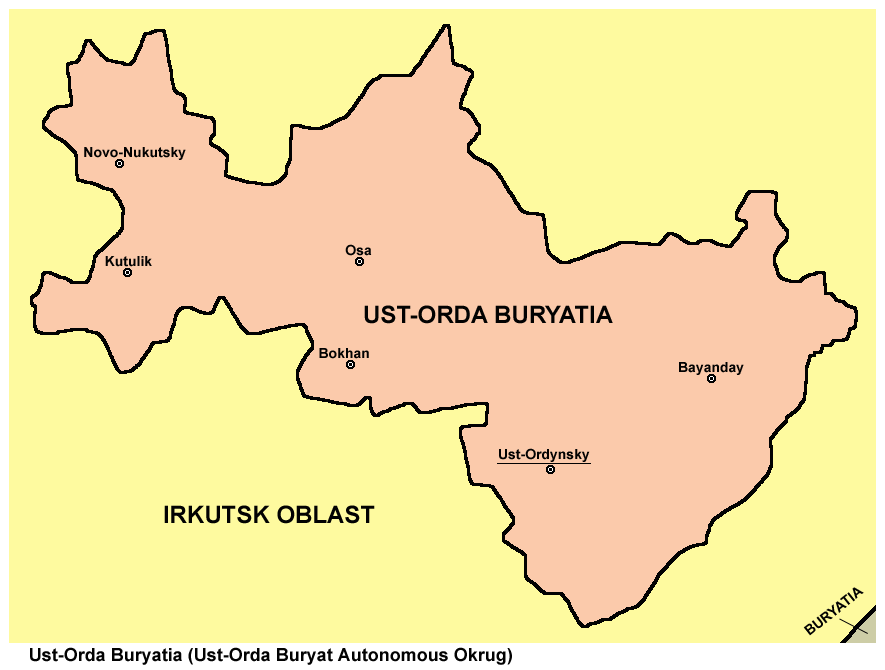
Mapa

|         | cens 1959      | cens 1970      | cens 1979      | cens 1989      | cens 2002      |
| ------- | -------------- | -------------- | -------------- | -------------- | -------------- |
| Buriats | 44,850 (33,7%) | 48,302 (33,0%) | 45,436 (34,4%) | 49,298 (36,3%) | 53,649 (39,6%) |
| Russos  | 75,099 (56,4%) | 86,020 (58,8%) | 76,731 (58,1%) | 76,827 (56,5%) | 73,646 (54,4%) |
| Altres  | 13,122 (9,9%)  | 12,090 (8,3%)  | 9,986 (7,6%)   | 9,745 (7,2%)   | 8,032 (5,9%)   |